# Vlag van Chanto-Mansië
De vlag van Chanto-Mansië is in gebruik sinds 14 september 1995. De vlag bestaat uit twee horizontale banen van blauw en groen en een smalle witte verticale baan in de broeking, 1/20 van de vlaglengte. De kleuren van de vlag vertegenwoordigen de geografische kenmerken van de regio, blauw voor het water in de rivieren en meren, groen voor de bossen en wit voor de sneeuw die de regio meer dan 200 dagen per jaar bedekt. In de broektop staat een symbool van het wapen, het belangrijkste element van het nationale ornament. Dit embleem doet denken aan het gewei van een rendier, een dier dat centraal staat in de cultuur van het volk.